# Rhodesiella travancorensis
Rhodesiella travancorensis är en tvåvingeart som beskrevs av Cherian 2002. Rhodesiella travancorensis ingår i släktet Rhodesiella och familjen fritflugor. Inga underarter finns listade i Catalogue of Life.